# 1469 Linzia
1469 Linzia este un asteroid din centura principală, descoperit pe 19 august 1938, de Karl Reinmuth.